# Vojtech Jankovič
Vojtech Jankovič (24 settembre 1929 – 24 febbraio 1993) è stato un calciatore cecoslovacco, di ruolo difensore.

## Carriera

### Club
Ha sempre giocato nel campionato cecoslovacco.

### Nazionale
Ha collezionato 1 presenza in Nazionale nel 1956.